# Владимир Полежиноски
Владимир (Владо) Полежиноски – Полежина (на македонска литературна норма: Владимир Полежиноски - Полежина) е политик от Социалистическа република Македония, член на АСНОМ.

## Биография
Роден е в семейството на Йонче и Стефанка Полежиноски. Основното си образование завършва в Кичево, а гимназия в Битоля през 1932 година. След завършването на гимназия през есента на 1932 година се записва в Правния факултет в Париж. След като го завършва защитава докторат в Сорбоната през март 1939 г. на тема „Фондови за изедначување на девизните курсеви". По времето когато учи в Париж активно се включва в студентското демократично движение, а през 1937 г. става и секретар на студентското дружество в Париж.
Полежиноски отслужва казармата си в стара Югославия, в Требине. След капитулацията на Югославия през Втората световна война се връща в родния си град, където Кузман Йосифовски формира местния комитет на ЮКП в Кичево през октомври 1941 г. Отначало Йосифоски не иска да приеме Полежиноски в партията, тъй като смята че тя е работническа, а интелектуалци като него нямат място в нея. Все пак с подкрепата на негови съграждани Полежиноски става член на партията. Сътрудничи на вестник Народен войник.
Докато работи като политически секретар в кичевската организация е затворен от италианските власти. През май 1943 г. е изпратен в концентрационния лагер Порто Романо в Албания. Остава там до 8 септември 1943 г., когато Италия на Мусолини капитулира. Делегат е на Първото заседание на АСНОМ и е назначен за секретар на Президиума на АСНОМ.
През 1945 г. е изпратен на военна мисия във Франция, а от декември 1945 г. на военна мисия от името на Югославия в Германия. Там става началник на военната мисия на Югославия при контролното събрание на Германия в главния щаб на англо-американските сили във Франкфурт на Майн. Тогава получава чин подполковник в югославската армия. Остава на работа във Франкфурт до 1948 г., когато е извикан от началника на руската военна мисия, върнат в Македония и изваден от състава на армията. През януари 1951 г. без съдебен процес е изпратен в Голи Оток, където лежи до април 1954 г.
След като излиза от затвора заминава за Белград и работи в Народната банка, а по-късно и в Института за икономика.